# بتينا هاينن عياش

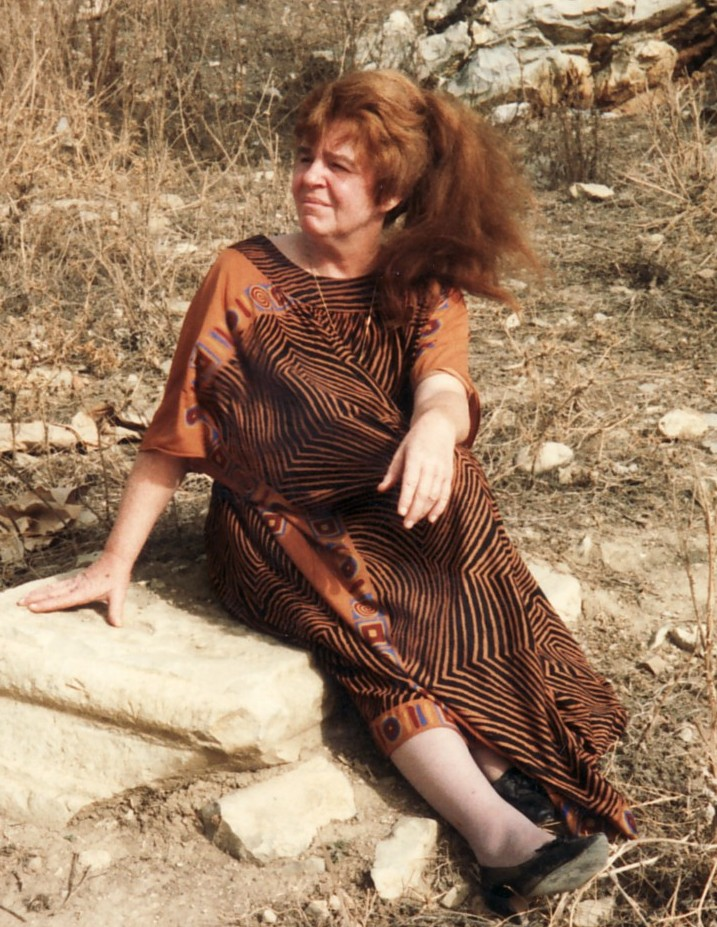
بتينا هاينن عياش (1989)

بتينا هاينن عياش de:bettina heinen-ayech ( * 3 سبتمبر/أيلول 1937 في زولينغن، † 7 يونيو/حزيران 2020 في ميونيخ) كانت فنانةً تشكيليةً ألمانية. اشتهرت برسوماتها للمناظر الطبيعية المُلوَّنة للجزائر.

## السيرة الذاتية
كانت بتينا هاينن ابنة الصحفيّ المولود في باوخيم يوحنا يعقوب جوزيف "هانس" هاينن (1895–1961)، والذي عمل لسنواتٍ طويلة رئيسًا لتحرير الصحيفة اليومية زولينغر تاجيبلات وللجريدة الصناعية إيبرسفالدر أوفيرتنبلات، وعمل أيضًا كشاعر ومؤلف درامي. أمها إرنا، من مواليد شتاينهوف (1898–1969)، وُلدت في دوسلدورف وتنحدر من عائلة ويستفالية كان مسقط رأسها في إقطاعية هاوس أهسى في ضواحي زوست. كان لدى بتينا هاينن ثلاثةُ أشقاء، أخان وأخت، نشأ الأطفالُ في رحاب منزلٍ غلب عليه طابعُ الفن والانفتاح في زولينغن. عاشت الأسرة في منزلٍ نصف خشبيّ قديم في منطقة هوهشايد، منزلٍ سابق لرئيس العمال لدى منجم رصاص كان موجودًا هناك، وظلت هاينن تعيش فيه أثناء إقامتها في مسقط رأسها حتى فترة الشيخوخة المتقدمة.
عاشت بتينا هاينن في أثناء الحرب العالمية الثانية بدءًا من عام 1942 مع أمها وأختها في كرويتستهال أيزنباخ في ضواحي إيزني في آلجوي، ولاحقًا التقت بالفنان التشكيلي وصديق العائلة، إرفين بوفين (1899–1972)، والذي عاد في عام 1942 إلى ألمانيا بعد إقامته لمدة عشر سنوات في هولندا، حيث كان هاربًا باستمرار من السلطات النازية. وتبعها الأب هانس هاينن في عام 1944 بعد نشره لمقال عن الوضع الحقيقي في ألمانيا. صدرت أوامرُ بالقبض عليه وعلى بوفين في كرويتستهال، والتي "مزقتها سيدةُ البريد"، بحسب ما ذكر هاينن لاحقًا.
التحقت الشابة بتينا هاينن في الفترة من 1948 حتى 1954 بالمدرسة الثانوية للفتيات أغسطس ديكه في زولينغن، وهناك اعترفت المعلمةُ بموهبتها ودعمَّتها. تلَّقت أول تدريب فني لها على يد بوفين، والذي انتقل إلى عائلة هاينن عام 1945، إلى ما يُعرف باسم "المنزل الأسود" وظل معلمها حتى وفاته. والتحقت بدءًا من عام 1954، بالمدارس الفنية في كولونيا وانضمت هناك إلى الصف الدراسي لفن الرسم الجداري الضخم للفنان أوتو جيرستر، وعندئذٍ أُعفيت من ثلاثة صفوف دراسية تمهيدية. وفي عام 1955، عُرضت لأول مرة أعمال بتينا هاينن – 20 لوحة مائية ورسم – في كورزال بمدينة باد هومبورغ. أٌدرِجت صورُ بتينا هاينن البالغة من العمر عندئذٍ 18 عامًا من قِبل صاحبة معرض فرانكفورت هانا بيكر فوم راث في المعرض الجماعي للفن الألماني المعاصر (1955/1956)، حيث عُرضت جنبًا إلى جنب مع الأعمال الفنية للفنانين كارل شميت روتلوف وبول كلي وماكس بيكمان وماكس إرنست وإرنست إرنست لودفيغ كيرشنر وكاتي كولفيتس في جولةٍ عبر أمريكا الجنوبية وإفريقيا وآسيا. نصحها شميدت روتلوف قائلاً: "بتينا، كوني مؤمنة بنفسك!"
تبعت ذلك دراسةٌ لدى هيرمان كاسبر في أكاديمية الفنون في ميونيخ، وكذلك السفر إلى تيسين. ودرست بتينا هاينن بدءًا من عام 1958، في أكاديمية الفنون الدانماركية الملكية في كوبنهاجن وقامت بأول رحلة من عدة رحلات إلى النرويج، حيث اشترت كوخًا عند سفح جبل الأخوات السبع. وفي عامي 1959 و1962 حصلت بتينا هاينن على منح دراسية من وزارة الثقافة في ولاية شمال الراين ويستفاليا. وأعقبت ذلك الإقامة الفنية في جزيرة زولت، في تيسين والنرويج وكذلك باريس. وفي عام 1962 قامت بتينا هاينن بأول رحلة لها إلى شمال إفريقيا، حينما وُجِّهت إليها الدعوة من قِبل المركز الثقافي الألماني لزيارة القاهرة.
تعرفت هاينن في باريس عام 1960 في حدائق لوكسمبورغ على زوجها فيما بعد، الجزائريِّ عبد الحميد عياش (1926–2010)، حينما كانت ترسم هناك برفقة بوفين. بعد عامين من ولادة الابنة ديانا في عام 1961 انتقلت الأسرة إلى قالمة، مسقط رأس عياش في الجزائر، والتي استقلت في تلك الأثناء عن فرنسا، وفي عام 1969 وُلد الابن هارون. وفي العقود التالية تنقلت بتينا هاينن عياش فيما بين زولينغن والجزائر، حيث صارت ظاهرة معروفة أثناء البحث عن الزخارف في سيارتها، "وهي سيارةٌ صُنِّعت يومًا ما باسم رينو 4"، "وطرفُ السيجارة الحتمية في ركن الفم". حبُها للجزائر يستند أيضًا إلى حبها لزوجها حميد، "الرجل الحر والشجاع"، بحسب قول بتينا هاينن عياش.
اُقتنيت أعمالُ بتينا هاينن عياش الأولى في عام 1968 من قِبل المتحف الوطني في الجزائر العاصمة (Musée National des beaux-arts d’Alger) (المتحف الوطني للفنون الجميلة في الجزائر)، وفي عام 1976 حصلت على الجائزة الكبرى لمدينة الجزائر (Grand Prix de la ville d’Alger). وأصبحت في العام نفسه رئيسة دائرة أصدقاء إرفين بوفين (توفي بوفين في عام 1972). وفي عام 1992، عُرضت 120 من لوحاتها في معرض استرجاعي في المتحف الوطني للفنون الجميلة في الجزائر. وفي عام 1993، حصلت على الجائزة الثقافية من مؤسسة المواطنين الخيرية في بادن (Bürgerstiftung Baden) في زولينغن. وفي عام 2004، انعقد في الجزائر العاصمة معرضٌ استرجاعيٌّ كبيرٌ ثانٍ لأعمالها، وكان المعرض تحت رعاية وزيرة الثقافة الجزائرية آنذاك خليدة تومي، وفي عام 2006 كُرمِّت مجددًا من قبل الحكومة الجزائرية. وفي العام نفسه، تعرَّض منزلُها في زولينغن للاقتحام في أثناء غيابها وسُرقت ستُ لوحاتٍ لإرفين بوفين عمدًا.
حتى عام 2018، عُرضت لوحات هاينن عياش في أكثر من 100 معرض فردي والعديد من المعارض الجماعية في أوروبا وأمريكا وإفريقيا. وترسخ اسمُها الأول "بتينا" اسمًا فنيًا، وكذلك في الهجاء العربي بتينا. صُوِّرت حياة بتينا هاينن عياش وأعمالها في الكتب والأفلام. وفي عام 2012 عادت إلى كرويتستهال في آلجوي لأول مرة بعد الحرب وكان برفقتها عندئذ طاقم تلفزيوني من راديو بافاريا.
تُوفِّيت بتينا هاينن عياش في 7 يونيو/حزيران 2020 عن عمرٍ يناهزُ 82 عامًا في ميونيخ.

## الأعمال

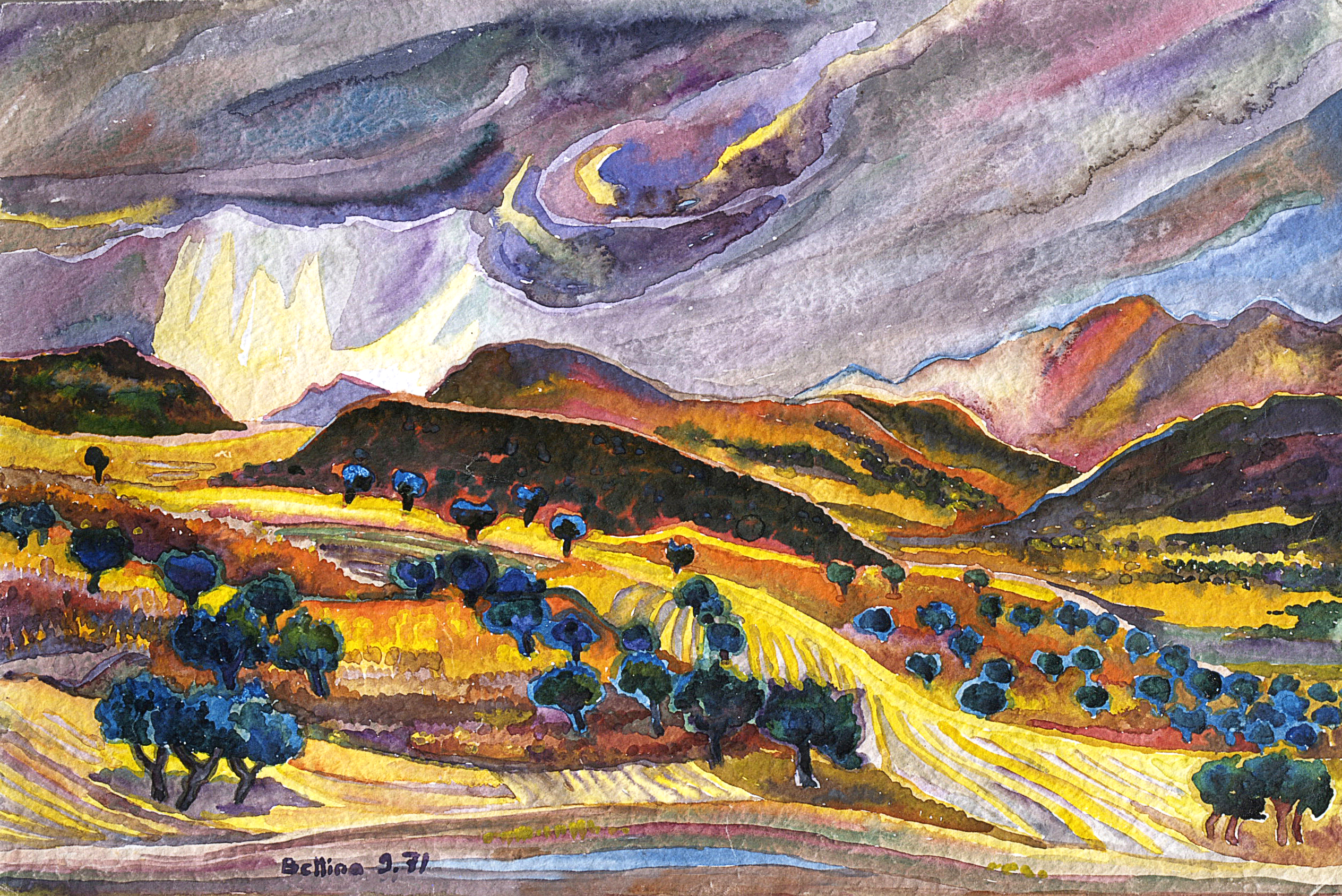
العاصفة الرعدية الصيفية في الجزائر (1974)

تعلمت بتينا هاينن عياش في إطار تدريبها جميعَ الأساليب، لكنها تركّز على الرسم بالألوان المائية. وبصفتها فنانةً تشكيلية في الهواء الطلق، أبدعت العديدَ من لوحات المناظر الطبيعية، والقليلَ من الصور الذاتية. وخلال إقامتها في الجزائر طورت أسلوبها الخاص: بسبب الهواء الجاف في قالمة لا تذوب الألوان المائية مع بعضها البعض كما هي الحال في أوروبا، ولكنها تجف بسرعة. ومن خلال ذلك طوَّرت أسلوبها الخاص: تقول هاينن عياش: "أضيفُ الألوانَ القويةَ معًا مثل فسيفساء مُكوَّنة من خطوط ألوان بجانب خطوط ألوان". وتعطي الألوانُ المُكثفة عند مزجها صورةً حيةً للمناظر الطبيعية والضوء في الجزائر. وخلال سنوات الإرهاب في الجزائر في عقد التسعينيات من القرن الماضي وحتى العقد الأول من الألفية الجديدة، كانت تستطيع رسم صورٍ ذاتية فقط في الجزائر، وتصوير الحياة الجامدة والرسم بالنظر من النافذة، لأنها لم تستطع السفر والتجول.
وبحسب بتينا هاينن عياش، لم يتغير أسلوبها الفني فحسب في الجزائر، بل تغيرت أيضًا شخصيتها. فقد نأت بنفسها عن "أحكامها المسبقة الأوروبية" و"استمعت" إلى الطبيعة الجميلة في قالمة: "الجبل الجنوبي، ماونة، بحقله يأسرني ويأسر كل حواسي ويطلق عنان تخيلاتي. أرسم هذه المنطقة في الربيع بينما يلمع اللون الأخضر للحقول المنقطة بالنقط الحمراء - زهرة الخشخاش - بجميع ألوانه، بعيدًا عن الأخضر الكثيف لأوروبا، وفي الصيف عندما ترتفع قممها الزرقاء والبنفسجية فوق الذهب المذهل لحقول القمح، وفي الشتاء عندما يكون لأحمر الأرض قوة لا تصدق يصعب تصويرها!"
كتب الصحفيُّ ماكس ميتزكر عن بتينا هاينن عياش في أخبار دوسلدورف (Düsseldorfer Nachrichten) في عام 1967: "لقد كان بمقدورها إبداع منظر طبيعي لأولئك الذين ليسوا على دراية به. صور البورتريه ليست مجرد صورًا للأشخاص، ولكنها في الوقت نفسه أوصاف تسبر أغوار النفس."

## المعارض (مجموعة مختارة)
- 1955 كورزال بمدينة باد هومبورغ
- 1957 متحف فريزلاند الشمالية. نيسنهاوس هوسوم، كوبنهاجن، النادي الألماني.
- 1958 قلعة فيلفنشلوس موندين
- 1961 برن، معرض شنايدر.
- 1962 القاهرة، المعهد الثقافي الألماني.
- 1963 زولينغن، متحف كلينجن الألماني
- 1966 دوسلدورف، المؤسسة التعليمية الدولية Die Brücke
- 1970 تونس، معرض في صالون الفن
- 1972 هامبورغ، معرض الفن المعاصر
- 1973  شبرنجه، متحف في فناء القلعة؛ الرباط، معهد جوته؛ الدار البيضاء، معهد جوته
- 1976 جلادبيك، متحف قصر فيترينجن
- 1980 ريمشايد، متحف المدينة، المتحف الوطني هاستن
- 1984 دمشق، معهد جوته. متحف دمشق الوطني يقوم بعمليات شراء؛ حلب، المتحف الوطني
- 1986 الوادي، بيت الثقافة (Maison de la Culture)
- 1990 فورتسبورغ، أوتو-ريشتر-هاله، جمعية أصدقاء الفن والتاريخ الفرانكوني الرئيسي، جمعية مسجلة، باريس، المركز الثقافي الجزائري.
- 1992 أروندل، معرض صغير
- 1993 الجزائر العاصمة، معرض استرجاعي كبير يضم أكثر من 120 لوحة في المتحف الوطني للفنون الجميلة في الجزائر. يقوم المتحف بعمليات شراء.
- 1998 زولينغن، المدرسة الثانوية أغسطس ديكه جمنازيوم، للاحتفال بمرور 125 عامًا على تأسيسها.
- 2000 زولينغن، متحف الفن بادن، باريس، دار البلدية
- 2002 الجزائر العاصمة، الجمعية الألمانية الجزائرية
- 2003 آخن، المركز الثقافي الفرنسي في إطار السنة الثقافية الجزائرية في فرنسا
- 2004 الجزائر العاصمة، معرض استرجاعي كبير ثانٍ لعرض 100 لوحة في المتحف الوطني بالجزائر العاصمة تحت رعاية وزيرة الثقافة خليدة تومي
- 2008 أنجرز، قصر أنجرز
- 2017 جورجيس مارينهوته، متحف فيلا شتاهمر

## المتاحف، الأرشيفات، المجموعات العامة
تُحفظ لوحات الفنانة بتينا هاينن عياش ووثائقها في العديد من المتاحف والأرشيفات والمجموعات العامة في مختلف بلدان أوروبا وشمال إفريقيا. في الجزائر، توجد مجموعةٌ كبيرةٌ من لوحات الفنانة بتينا هاينن عياش في المتحف الوطني للفنون الجميلة في الجزائر العاصمة (Musée National des Beaux Arts d´Alger)، وكذلك في مجموعة فنون المدينة بالعاصمة الجزائر في "معرض شمشون"، وفي مقتنيات ديوان الرئيس بالجزائر العاصمة. في النرويج، تُمثَّل بتينا هاينن عياش في المجموعة الفنية لبلدية ألستاهوج. وفي ألمانيا، توجد لوحاتٌ للفنانة في المجموعة الفنية لولاية شمال الراين ويستفاليا، وفي متحف الفن في زولينغن، وفي متحف فريزلاند الشمالية. وفي سويسرا، توجد مواد أرشيفية أخرى للفنانة في أرشيف معهد علم الفن للفنون التاريخية والمعاصرة في سويسرا بمدينة زيورخ (SIK-ISEA).

## مستعمرة الفنانين "المنزل الأسود"

شعار مستعمرة الفنانين

وُضعت لوحةٌ تذكارية لها ولأصدقائها من مستعمرة الفنانين في منزل والديها، ما يُعرف باسم "المنزل الأسود" في عام 2020 . وفي يناير/كانون الثاني 2022، أُنشئت مؤسسة بتينا هاينن عياش غير الربحية، مؤسسة الفن والثقافة والحوار الدولي. وتعمل المؤسسة على الاعتناء بإرث الفنانة.
منذ وفاة بتينا هاينن عياش، التزم ابنها، الطبيب المقيم بميونيخ هارون عياش، بإحياء ذكراها وذكرى رفاقها الفنانين. عاشت الفنانة نفسها حتى نهاية حياتها فيما يُعرف باسم "المنزل الأسود"، وهو المنزل السابق لرئيس عمال منجم الرصاص في هوهشايدر، والذي اشتراه والد هاينن في عام 1932. وبعد الحرب العالمية الثانية، انتقل إرفين بوفين إلى المنزل المجاور، "المنزل الأحمر". أسس عياش المؤسسة غير الربحية "مؤسسة بتينا هاينن عياش- مؤسسة الفن والثقافة والحوار الدولي". وبدأت المؤسسة بدورها مشروع مستعمرة الفنانين في زولينغن "المنزل الأسود".
أُدرجت مستعمرة الفنانين "المنزل الأسود" في "الاتحاد الأوروبي لمستعمرات الفنانين" في فبراير/شباط 2023، وصُنفت بعد ذلك بقليل في المسار الثقافي "مسارات الانطباعية" للمجلس الأوروبي.

## التكريمات
- 1976 حصلت بتينا هاينن عياش على الجائزة الكبرى لمدينة الجزائر
- 1993 الجائزة الثقافية لمؤسسة المواطنين الخيرية في بادن، زولينغن
- 8 كرمَّت مدينة قسنطينة في الجزائر الفنانة التشكيلية بالجائزة الشرفية (Prix d’honneur)
- 2003 جائزة الدولة الجزائرية، مُقدَّمة من وزيرة الثقافة السيدة خليدة تومي، تكريمًا على مجمل الأعمال الفنية
- 2006 تكريم رسمي من قبل وزارة الثقافة الجزائرية

## المنشورات
- (كناشرة) هانس هاينن: من فيض الحياة. قصائد (بالألمانية: Aus der Fülle des Lebens. Gedichte). يو فورم، زولينغن.
- (كناشرة) إرفين بوفين: اللعبة الجميلة بين الروح والعالم - حياة كرسام (بالألمانية: Das schöne Spiel zwischen Geist und Welt – Mein Malerleben).  ISBN 3-88234-101-7.
- (كناشرة) إرفين بوفين): إرفين بوفين. سجل الأعمال – كتالوج رايزونيه – نظرة عامة على الأعمال (بالألمانية:Erwin Bowien. Werkverzeichnis – Catalogue Raisonné – Werkoverzicht). يو فورم، زولينغن 1999، ISBN 3-88234-103-3.
- (كمحرر) Erwin Bowien. Werkverzeichnis – Catalogue Raisonné – Werkoverzicht U-فورم، سولينجن 1999، ISBN 3-88234-103-3 .

## الأدبيات
- إدوارد فاليه فون كاستلبرج: بتينا هاينن. كلاينر، برن 1967. (ألماني/فرنسي)
- علي الحاج طاهر/هانز كارل بيش: بتينا هاينن عياش. دار النشر يو فورم، زولينغن 1982.
- Marianne Kopatz: Bettinaمارينى كوباتس: بتينا هاينن عياش، ألوان مائية ورسومات من الجزائر (بالألمانية: Bettina Heinen-Ayech, Aquarelle und Zeichnungen aus Algerien). الناشر: بنك ادخار مدينة زولينغن. 1985.
- مليكة بوعبدالله/ديانا ميليز/برنارد تسيمرمان: بتينا هاينن عياش، معرض استرجاعي 1951–1992. الناشر: بنك ادخار مدينة زولينغن. 1992.
- مليكة بوعبدالله: "بتينا" كتالوج المعرض الاسترجاعي في المتحف الوطني للفنون الجميلة. 1993.
- هانز كارل بيش: بتينا، تشكيلة كلاوس فينس. 1999، ISBN 3-88234-106-8.
- دليلة محمد أورفلي: "بتينا". كتالوج المعرض الاسترجاعي في المتحف الوطني للفنون الجميلة. 2005.
- طيب لارق: بتينا، لقاء رسامة وبلد. بتينا هاينن عياش والجزائر. (بالفرنسية: Bettina, la rencontre d’un peintre et d’un pays. Bettina Heinen-Ayech et l’Algérie). سنة 2007.
- علي الحاج طاهر/د. هارون عياش: "بتينا". معرض دار الكنز، الجزائر، 2016.
- طيب لارق، بتينا. لقاء فنانة تشكيلية مع الطبيعة. بتينا هاينن عياش والجزائر. النخلة، الجزائر العاصمة، 2018، ISBN 978-9947-0-5382-9
- د. كلوديا شونينج كاليندر؛ بتينا هاينن عياش: الحركة، اللون، الضوء. الإرث الفني لفنانة تشكيلية. آرت بروفيل (Art Profil)، مجلة الفنون، العدد رقم 144-2021
- كريستينا شتريكفوس: مستعمرة الفنانين وشاهد عيان في الوقت نفسه. "المنزل الأسود" في زولينغن. في: مجلة الفنون آرت بروفيل، ص. 48–53، العدد رقم 148-2022.

## الأفلام
- 1992: بتينا هاينن عياش، خطاب إلى إرفين بوفين (بالفرنسية: Lettre à Erwin Bowien)، بورتريه فنان (حسن بوعبدالله، فيزواليز برودكسيون، الجزائر 1992. النسخة الألمانية: Bettina Heinen-Ayech, Brief an Erwin Bowien. فيزواليز برودكسيون بالتعاون مع أفالون فيلم+تي فاو برودكسيون، زولينغن 1992).
- 2002: بتينا هاينن عياش، ترنيمة الطبيعة Hymne à la nature (بوعلام عيساوي، CYM Audiovisuel، الجزائر العاصمة).
- 2010: فن الذكريات (تقرير عن الزيارة الأولى لبتينا هاينن عياش في كرويتستهال منذ نهاية الحرب في تنسيق راديو بافاريا "بين شبيسأرت وكارفيندل").
- 2015: نقطة الهروب في آلجوي – فن الذكريات: إرفين بوفين في كرويتستهال (من إخراج: جورج بايرل ورودي هولتسبيرجر. مؤسسة بايرله كومفيل هولتزبيرجر).
- 2017: بتينا هاينن عياش – الفنانة التشكيلية الزولينغنية في الجزائر (مشاركة بمناسبة عيد الميلاد الثمانين للفنانة التشكيلية بتنسيق "التوقيت المحلي للبلد الجبلي" لإذاعة ألمانيا الغربية).

## روابط الويب
- صور لأعمال بتينا هاينن عياش على موقع www.bettina-heinen-ayech.com .
- بتينا هاينن عياش – بطلة مستعمرة الفنانين "المنزل الأسود" على موقع www.schwarzes-haus.com .
- باربرا وديتليف رالف: بتينا هاينن عياش. في: bettina-heinen-ayech.com. 10 أكتوبر/تشرين الأول 2008، تم الاستدعاء في 3 نوفمبر/تشرين الثاني 201..
- التوقيت المحلي للبلد الجبلي: بتينا هاينن عياش – الفنانة التشيكلية الجزائرية من زولينغن. في: ardmediathek.de. 28 ديسمبر/كانون الأول 2017، تم الاستدعاء في 3 نوفمبر/كانون الثاني 2018.